# Butlers Rangers
Die Butlers Rangers gehörten zur Leichte Infanterie, gegründet und kommandiert von Lieutenant Colonel John Butler, kämpften im Amerikanischen Unabhängigkeitskrieg an der Seite der Loyalisten. Historiker bezeichneten die Truppe als erfolgreichste Einheit des Unabhängigkeitskrieges.
Die Truppe wurde 1777 aufgestellt und bestand nur wenige Jahre bis zum Rückzug der British Army aus Nordamerika im Jahr 1784. Das Hauptquartier war im Fort Niagara, nahe dem Niagara River. Die militärische Wirkung wird vor allem auf die Rekrutierung indianischer Soldaten zurückgeführt und würde heute größtenteils als Guerillakrieg bezeichnet. Die Truppe kämpfte im heutigen New York, Pennsylvania, Ohio, Virginia, Kentucky und Michigan, unter anderem im Saratoga-Feldzug und in der Schlacht von Oriskany.
Nach ihrer Auflösung erhielten viele der Soldaten von Britischer Seite Landzuweisungen im Süden des heutigen Ontario.